# Merișani (gmina)
Merișani – gmina w Rumunii, w okręgu Ardżesz. Obejmuje miejscowości Borlești, Brăteasca, Capu Piscului, Crâmpotani, Dobrogostea, Malu Vânăt, Merișani, Vărzaru i Vâlcelele. W 2011 roku liczyła 4569 mieszkańców.